# Beaucouzé
Beaucouzé település Franciaországban, Maine-et-Loire megyében. Lakosainak száma 5618 fő (2022. január 1.). Beaucouzé Angers, Bouchemaine, Saint-Lambert-la-Potherie, Avrillé, Saint-Léger-de-Linières és Longuenée-en-Anjou községekkel határos.

## Népesség
A település népességének változása:
| Lakosok száma | 821  | 2266 | 3867 | 4677 | 4889 | 5042 | 5156 | 5439 | 5528 | 5618 |
|               | 1968 | 1982 | 1990 | 2006 | 2012 | 2015 | 2017 | 2019 | 2020 | 2022 |